# The Dudleys
The Dudleys fue un stable de lucha libre profesional famoso por sus apariciones en Extreme Championship Wrestling.

## Gimmick
El gimmick del grupo se trataba de que todos son sus integrantes eran hijos biológicos de "Big Daddy" Dudley (inspirado en Willy Loman), quién viajó como un vendedor por todos los Estados Unidos durante las décadas de 1960 y 1970. A pesar de sus notorias diferencias en cuanto a aspecto físico, tamaño y raza, los Dudleys compartían la misma indumentaria, que era compuesta de lentes sin vidrio, camisetas Tie-dye y overoles. Como grupo tenían los mismos manierismos. El gimmick fue inspirado en los Hermanos Hanson, de la película Slap Shot.

## Historia

### Extreme Championship Wrestling

#### Orígenes (1995-1996)
Los tres miembros originales de Dudley Family eran Dudley Dudley (el único de los hermanos que tenía a una Dudley por madre), Big Dick Dudley (el amenazante y animalístico matón del grupo) y Snot Dudley (el pequeño en tamaño del grupo, quién se hurgaría las narices durante las luchas). Ellos hicieron su debut el 1 de julio de 1995 en Hardcore Heaven, donde la pareja de Dudley Dudley y Snot Dudley derrotaron a The Pitbulls. Poco después de su debut, the Dudley Brothers se alinearon con Raven, uniéndose a Raven's Nest. En Heat Wave el 15 de julio de 1995, Dudley Dudley y Snot Dudley hicieron equipo con Raven en una lucha donde perdieron contra Tommy Dreamer y The Pitbulls.
Después de que Snot Dudley fuera lesionado en un accidente en jet esquí, él fue reemplazado el 17 de septiembre de 1995 en ECW Hardcore TV por Dances with Dudley, quién se dice que es el hijo de Big Daddy Dudley y una mujer Cheyenne. Dudley Dudley y Dances with Dudley hicieron pareja durante la última mitad de 1995, compitiendo contra equipos como The Gangstas y The Bad Crew. En septiembre de 1995, Dudley Dudley y Dances with Dudley infructuosamente desafiaron a The Pitbulls por los Campeonatos en Parejas de la ECW.
El grupo fue expandido cuando el obeso y desaliñado Chubby Dudley y el mudo que se comunicaba mediante pancartas, Sign Guy Dudley (el resultado del encarcelamiento de Big Daddy Dudley en un manicomio) empezaron a acompañar a Dudley Dudley y Dances with Dudley a las luchas.
En octubre de 1995, a Dudley Family se les unió Buh Buh Ray Dudley, un campesino obeso, tartamudo y bailarín. Después de que Dudley Dudley dejara la ECW a fines de 1995, Buh Buh Ray Dudley hizo pareja con Dances with Dudley, enfrentando a parejas como The Public Enemy y The Eliminators. En Holiday Hell el 29 de diciembre de 1995, the Dudley Brothers dejaron Raven's Nest. En enero de 1996, Dances with Dudley y Buh Buh Ray Dudley inexitosamente desafiaron a Cactus Jack y Mikey Whipwreck por los Campeonatos en Parejas de la ECW.

#### Campeones Mundiales en Parejas (1996-1999)
En Massacre on Queens Blvd., el 13 de abril de 1996, D-Von Dudley hizo su debut, furiosamente proclamando que las payasadas cómicas de los Dudleys no eran la forma en la que los "verdaderos Dudleys" debían comportarse. En Heatwave, el 13 de julio de 1996, D-Von atacó a Dances with Dudley, Chubby Dudley y Sign Guy Dudley con una silla y golpeó a Buh Buh Ray en la entrepierna antes de ser ahuyentado por Hack Meyers.
Dances with Dudley y Chubby Dudley dejaron la ECW a mediados de 1996. En septiembre de 1996, Little Spike Dudley debutó en ECW. El "enano" de los Dudley Brothers, Spike hizo pareja con Buh Buh Ray Dudley, enfrentando a parejas como The Eliminators y Bad Crew. El dúo también se enfrentó a D-Von Dudley en un número de luchas. En November to Remember el 16 de noviembre de 1996, Buh Buh Ray derrotó a D-Von en una lucha.

## Miembros
| - Originales - Dudley Dudley - Big Dick Dudley - Little Snot Dudley - Dances With Dudley - Bubba Ray Dudley - Chubby Dudley - Sign Guy Dudley - D-Von Dudley - Studley Dudley - Mánager - Little Spike Dudley - Schmuck Dudley - Psycho Sam Dudley | - Miembros especiales o no oficiales - Molly Holly - Valet - The Duchess of Dudleyville - Valet - Bushwacker Butch - Miembro integrante por una noche - Bushwacker Luke - Miembro integrante por una noche - Lady Dudley - Miembro integrante por una noche - Johnny Devine |

## Campeonatos y logros
- Extreme Championship Wrestling
  - ECW World Tag Team Championship (10 veces) - Bubba Ray Dudley & D-Von Dudley (8 veces) y Little Spike Dudley & Balls Mahoney (2 veces)